# Beach City (Ohio)
Beach City és una població dels Estats Units a l'estat d'Ohio. Segons el cens del 2000 tenia 1.137 habitants.

## Demografia
Segons el cens del 2000, Beach City tenia 1.137 habitants, 456 habitatges, i 311 famílies. La densitat de població era de 954,3 habitants per km².
Dels 456 habitatges en un 31,4% hi vivien nens de menys de 18 anys, en un 55,9% hi vivien parelles casades, en un 8,1% dones solteres, i en un 31,6% no eren unitats familiars. En el 27,2% dels habitatges hi vivien persones soles el 15,8% de les quals corresponia a persones de 65 anys o més que vivien soles. El nombre mitjà de persones vivint en cada habitatge era de 2,49 i el nombre mitjà de persones que vivien en cada família era de 3,04.
Per edats la població es repartia de la següent manera: un 25,9% tenia menys de 18 anys, un 6,7% entre 18 i 24, un 28,8% entre 25 i 44, un 21,5% de 45 a 60 i un 17,1% 65 anys o més.
L'edat mediana era de 38 anys. Per cada 100 dones de 18 o més anys hi havia 89,6 homes.
La renda mediana per habitatge era de 36.250 $ i la renda mediana per família de 41.313 $. Els homes tenien una renda mediana de 32.250 $ mentre que les dones 22.045 $. La renda per capita de la població era de 15.589 $. Aproximadament el 5,4% de les famílies i el 8,1% de la població estaven per davall del llindar de pobresa.

## Poblacions més properes
El següent diagrama mostra les poblacions més properes.